# Исмаиль, Иссе
Иссе Ахмед Исмаиль (швед. Isse Ahmed Ismail; род. 8 марта 1999, Векшё) — шведский и сомалийский футболист, полузащитник клуба «Вернаму» и национальной сборной Сомали.

## Клубная карьера
Начинал заниматься футболом в клубе «Ленховда». Затем перешёл в «Усбю», где дорос до взрослой команды. В её составе в 2017 году провёл 15 игр в четвёртом шведском дивизионе. В 2018 году присоединился к «Вернаму», выступающему в Суперэттане. 30 июня дебютировал за клуб в домашней игре с «Браге». Исмаиль вышел на поле в стартовом составе и на 22-й минуте встречи забил первый мяч своей команде, что, однако, не помогло победить (2:3). По итогам сезона «Вернаму» занял 13-е место в турнирной таблице и, проиграв в стыковых матчах, вылетел в первый дивизион. Спустя два года Исмаиль вместе с командой вернулся в Суперэттан. В 2020 году на правах аренды играл за «Йиславед» в третьем дивизионе. За время выступления принял участие в одном матче, не отметившись результативными действиями.

## Карьера в сборной
В мае 2021 года был вызван в национальную сборную Сомали. Дебютировал в её составе 15 июня в товарищеской встрече с Джибути, появившись на поле в компенсированное ко второму тайму время.

## Клубная статистика
| Выступление      | Выступление      | Выступление      | Лига | Лига | Кубки | Кубки | Конт. кубки | Конт. кубки | Итого | Итого |
| Клуб             | Лига             | Сезон            | Игры | Голы | Игры  | Голы  | Игры        | Голы        | Игры  | Голы  |
| ---------------- | ---------------- | ---------------- | ---- | ---- | ----- | ----- | ----------- | ----------- | ----- | ----- |
| Усбю             | Дивизион 4       | 2017             | 15   | 3    | 0     | 0     | 0           | 0           | 15    | 3     |
| Усбю             | Итого            | Итого            | 15   | 3    | 0     | 0     | 0           | 0           | 15    | 3     |
| Вернаму          | Суперэттан       | 2018             | 2    | 1    | 0     | 0     | 0           | 0           | 2     | 1     |
| Вернаму          | Дивизион 1       | 2019             | 11   | 0    | 5     | 0     | 0           | 0           | 16    | 0     |
| Вернаму          | Дивизион 1       | 2020             | 9    | 1    | 0     | 0     | 0           | 0           | 9     | 1     |
| Вернаму          | Суперэттан       | 2021             | 5    | 0    | 1     | 1     | 0           | 0           | 6     | 1     |
| Вернаму          | Итого            | Итого            | 27   | 2    | 6     | 1     | 0           | 0           | 33    | 3     |
| → Гиславед       | Дивизион 3       | 2020             | 1    | 0    | 0     | 0     | 0           | 0           | 1     | 0     |
| → Гиславед       | Итого            | Итого            | 1    | 0    | 0     | 0     | 0           | 0           | 1     | 0     |
| Всего за карьеру | Всего за карьеру | Всего за карьеру | 43   | 5    | 6     | 1     | 0           | 0           | 49    | 6     |

## Статистика в сборной
| Матчи и голы Иссе Исмаиля за национальную сборную Сомали | Матчи и голы Иссе Исмаиля за национальную сборную Сомали | Матчи и голы Иссе Исмаиля за национальную сборную Сомали | Матчи и голы Иссе Исмаиля за национальную сборную Сомали | Матчи и голы Иссе Исмаиля за национальную сборную Сомали | Матчи и голы Иссе Исмаиля за национальную сборную Сомали |
| №                                                        | Дата                                                     | Оппонент                                                 | Счёт                                                     | Голы                                                     | Соревнование                                             |
| -------------------------------------------------------- | -------------------------------------------------------- | -------------------------------------------------------- | -------------------------------------------------------- | -------------------------------------------------------- | -------------------------------------------------------- |
| 1                                                        | 15 июня 2021                                             | Джибути                                                  | 0:1                                                      | 0                                                        | Товарищеский матч                                        |
| 2                                                        | 20 июня 2021                                             | Оман                                                     | 1:2                                                      | 0                                                        | Отборочный матч Кубка арабских наций 2021                |

Итого:2 матча и 0 голов; 0 побед, 0 ничьих, 2 поражения.